# Vittorio Marcelli
Vittorio Marcelli   (Magliano de' Marsi, 3 de juny de 1944) és un ciclista italià, ja retirat, que fou professional entre 1969 i 1970.
Com a ciclista amateur va prendre part en els Jocs Olímpics de Mèxic de 1968 en què va guanyar la medalla de bronze en la contrarellotge per equips, formant equip amb Pierfranco Vianelli, Giovanni Bramucci i Mauro Simonetti.
Problemes al genoll l'obligaren a retirar-se després de tan sols dues temporades com a professional. Posteriorment va obrir una botiga de bicicletes prop d'Avezzano.

## Palmarès
- 1968
  -  Campió del món en ruta amateur
  -  Medalla de bronze als Jocs Olímpics de Ciutat de Mèxic en la contrarellotge per equips

### Resultats al Giro d'Itàlia
- 1969. 64è de la classificació general

### Resultats al Tour de França
- 1970. Abandona (7a etapa)